# Barză cu cioc deschis africană
Barză cu cioc deschis africană (Anastomus lamelligerus) ete o specie de barză din familia Ciconiidae.  Este originară din părți mari din Africa subsahariană.

## Descriere
Barza cu cioc deschis africană este o barză lungă de 80-94 cm, cu o greutate de 1-1,3 kg. Penajul său adult este în general întunecat, cu verde lucios, brun și violet pe manta și pe piept. Ciocul este maroniu și deosebit de mare. Picioarele sunt negre iar irisul ochiului este gri. Penajul juvenil este mai mat și mai brun, cu zone unde vârfurile  penelor sunt mai deschise.

## Galerie

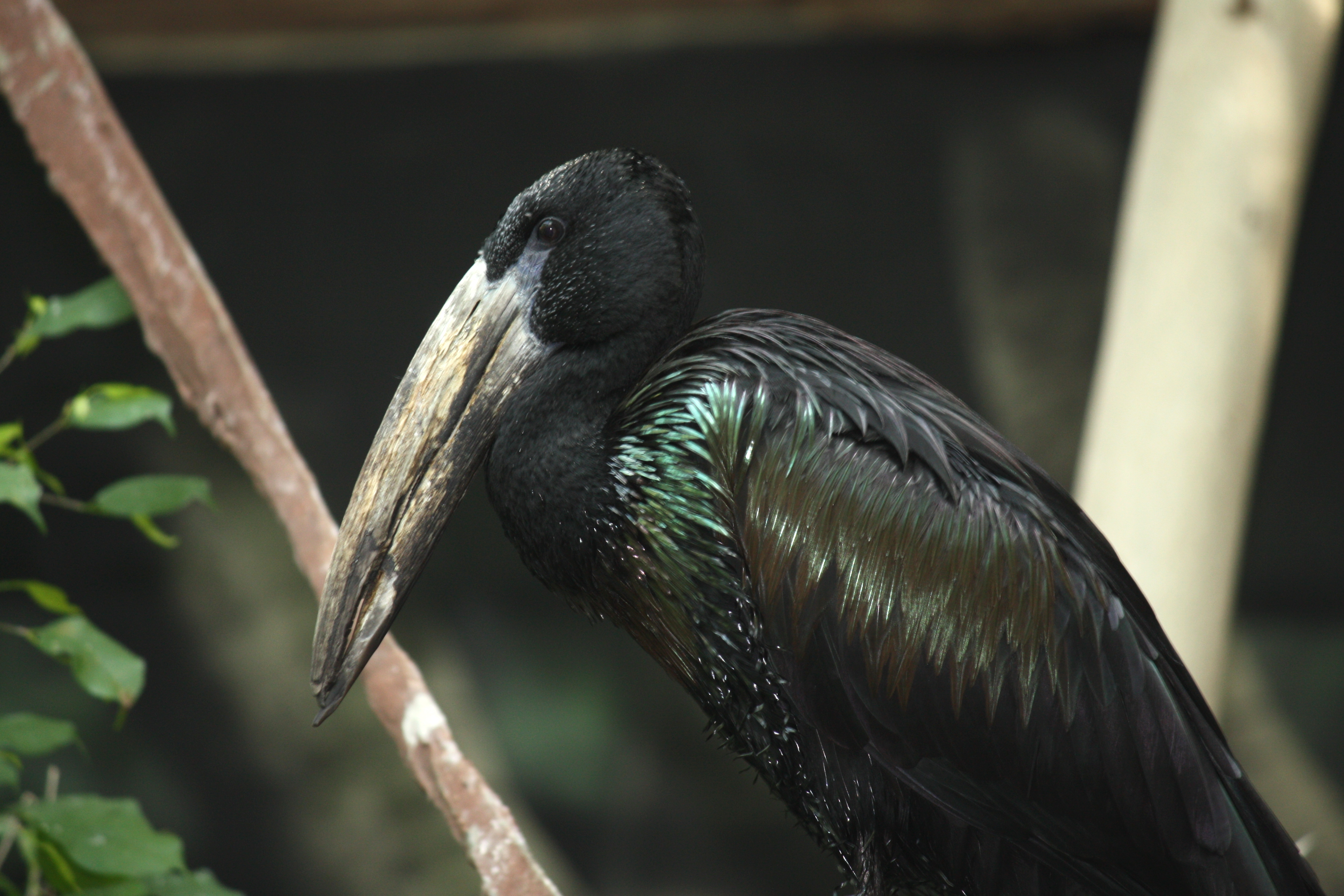
Penajul întunecat, cu verde lucios
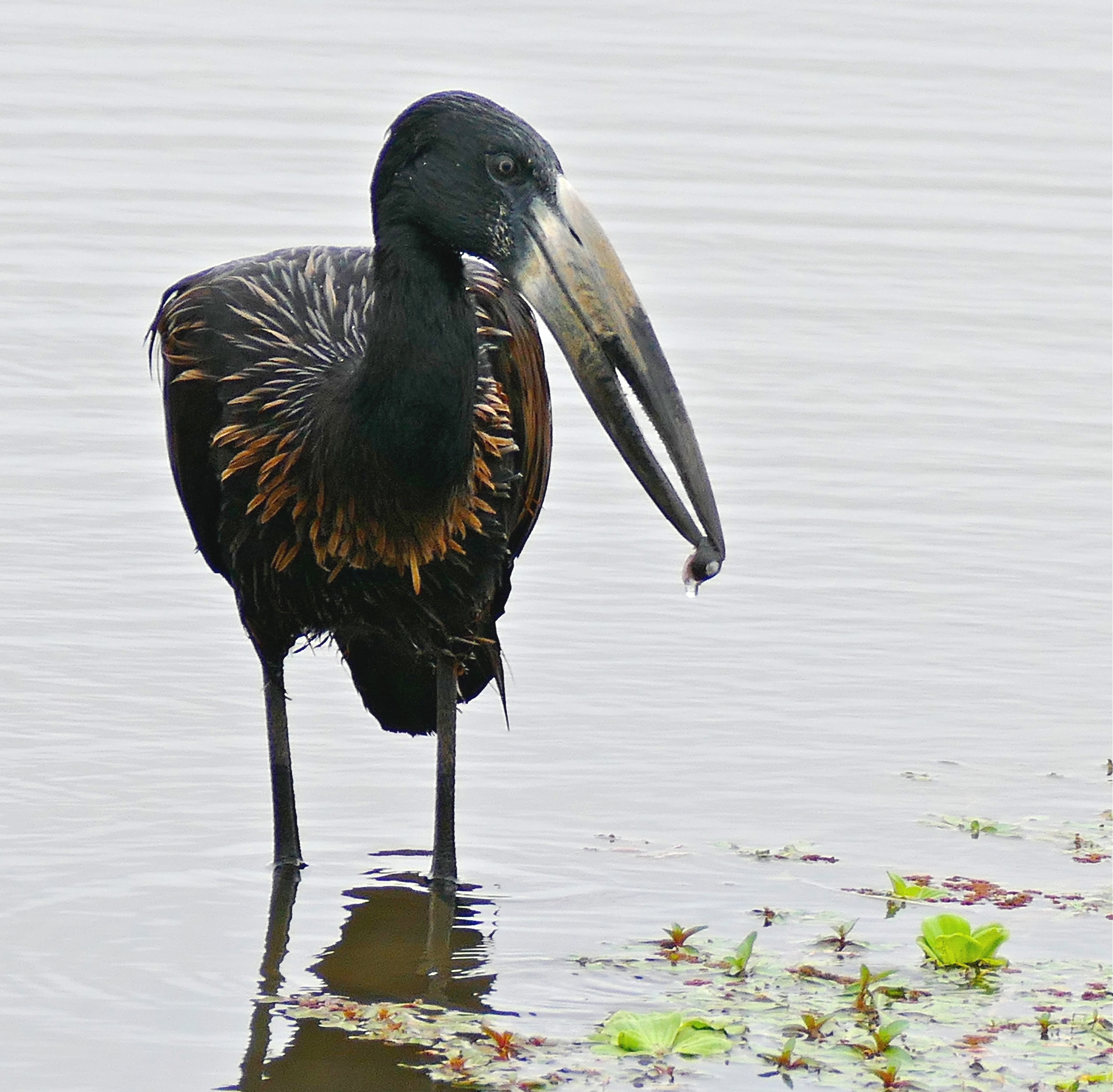
Cu melc Bulinus în cioc
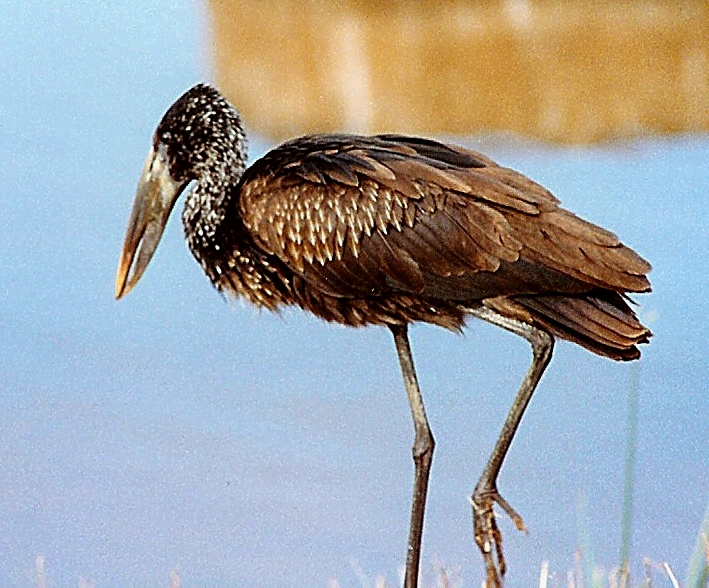
O pasăre juvenilă
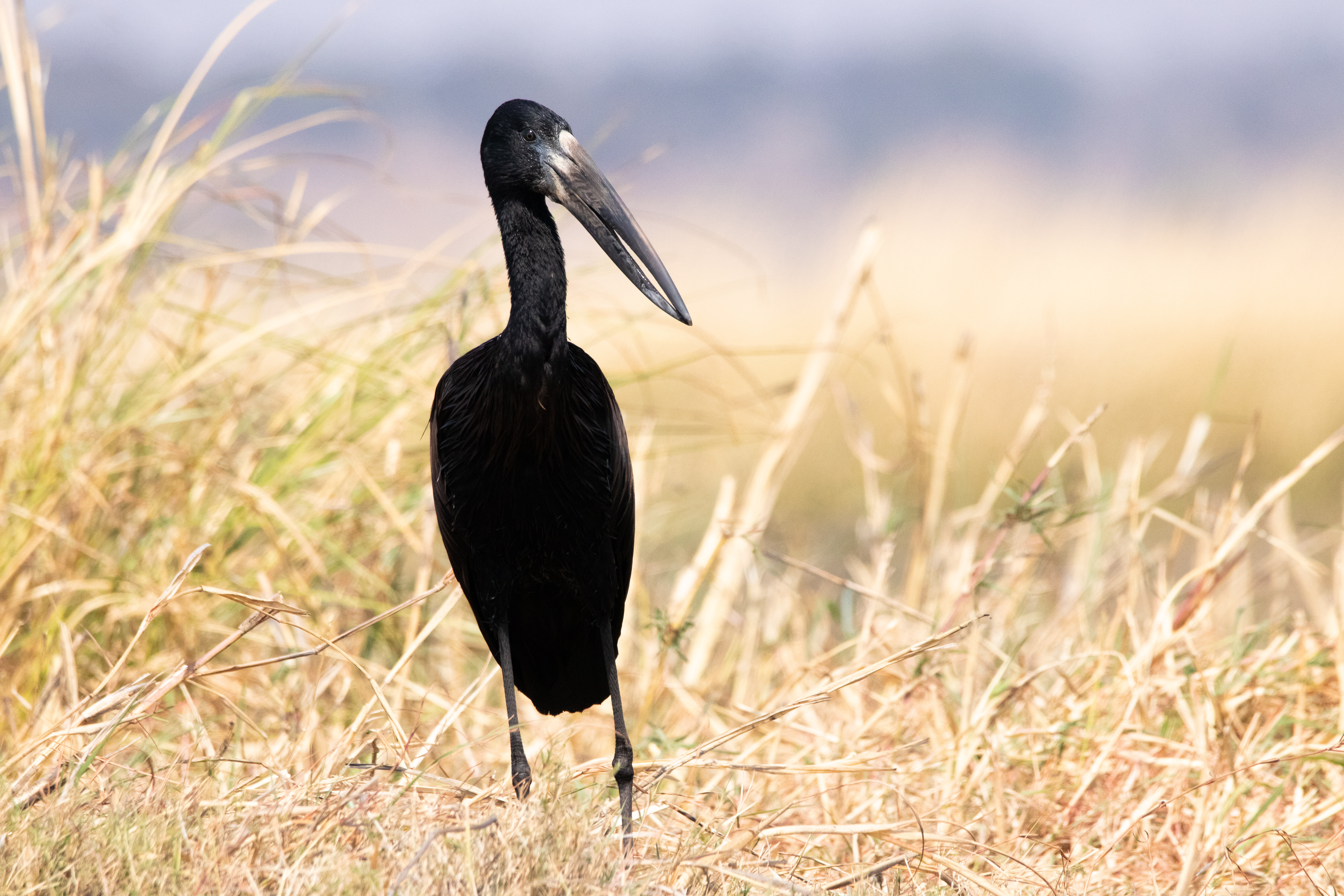
Stând pe mal